# Суднобудівник (футбольний клуб)
«Суднобудівник» — український футбольний клуб з міста Миколаєва. Виступав у чемпіонаті серед аматорів та чемпіонаті Миколаївської області. Із сезону 2016/17 виступає в Другій лізі чемпіонату України.

## Історія
«Суднобудівник» було створено тільки у 2016 році і він вперше бере участь в офіційних змаганнях, які проводяться під егідою ААФУ. Історія клубу не пов'язана з МФК «Миколаїв», який раніше носив таку ж назву.
Крім всеукраїнського дебюту, «Суднобудівник» уперше стартує і в змаганнях місцевого рівня — Чемпіонаті Миколаївської області.
Очолює миколаївців тренер, який народився в США — Денніс Роберт Люкенс.
За підсумками Першого (групового) етапу аматорського Чемпіонату України команда посіла в групі останнє місце. З 6 зіграних матчів команда не здобула жодної перемоги, двічі зіграла в нічию, а решту матчів — програла. На цьому етапі Суднобудівник забив лише 3 м'ячі, пропустив — 10. Таким чином, команда набрала лише 2 очки.
Із сезону 2016/17 виступає в Другій лізі чемпіонату України. Команда укомплектована переважно з уродженців Миколаєва або вихованців миколаївського футболу.

## Склад команди
Станом на 16 вересня 2017 згідно із сайтом ПФЛ
| №  | Поз. | Нац.    | Гравець             |
| -- | ---- | ------- | ------------------- |
| 1  | ВР   | Україна | Амір Агаларов       |
| 55 | ВР   | Україна | Ігор Шилов          |
| 2  | ЗХ   | Україна | Микола Чернишенко   |
| 3  | ЗХ   | Україна | Роман Мізернюк      |
| 4  | ЗХ   | Україна | Віталій Безуханич   |
| 5  | ЗХ   | Україна | Дмитро Зайчек       |
| 15 | ЗХ   | Україна | Богдан Частоколяний |
| 17 | ЗХ   | Україна | Олександр Горінов   |
| 22 | ЗХ   | Україна | Кирило Ратушний     |
| 38 | ЗХ   | Україна | В'ячеслав Куянов    |
| 7  | ПЗ   | Україна | Ілля Носов          |

| №  | Поз. | Нац.    | Гравець              |
| -- | ---- | ------- | -------------------- |
| 8  | ПЗ   | Україна | Євгеній Колесніченко |
| 10 | ПЗ   | Україна | Владислав Котов      |
| 11 | ПЗ   | Україна | Андрій Дмітрієв      |
| 14 | ПЗ   | Україна | Максим Божко         |
| 18 | ПЗ   | Україна | Дмитро Задера        |
| 19 | ПЗ   | Україна | Віталій Долина       |
| 27 | ПЗ   | Україна | Дмитро Севодняєв     |
| 31 | ПЗ   | Україна | Владислав Гончаров   |
| 9  | НП   | Україна | Дмитро Кривий        |
| 33 | НП   | Україна | Роман Запорожець     |
| 77 | НП   | Україна | Євгеній Гагулін      |

## Виступи в чемпіонатах України
| Сезон   | Ліга      | М       | І  | В | Н | П  | ГЗ | ГП | О  | Кубок України  | Примітка           |
| ------- | --------- | ------- | -- | - | - | -- | -- | -- | -- | -------------- | ------------------ |
| 2016–17 | Друга     | 17 з 17 | 32 | 6 | 4 | 22 | 19 | 84 | 22 | не брав участі |                    |
| 2017–18 | Друга «Б» | 11 з 12 | 33 | 5 | 4 | 24 | 33 | 95 | 19 | не брав участі | Не отримав атестат |